# Carnotova krožna sprememba
Carnotova króžna spremémba (tudi Carnotov króžni procés in redkeje Carnotov cíkel) [karnójev ~] je v termodinamiki krožna sprememba, ki predstavlja delovanje idealnega Carnotovega toplotnega stroja. Spremembo je predlagal Nicolas Léonard Sadi Carnot leta 1824, razširil pa jo je Benoît Paul Émile Clapeyron leta 1834.
Vsak termodinamski sistem obstaja v določenem stanju. Krožna sprememba nastopi, ko sistem preide več različnih stanj in se na zadnje vrne v začetno stanje. Pri tem desnem krožnem procesu lahko sistem na okolico izvaja delo in se obnaša kot toplotni stroj. Kot toplotni stroj prenaša toploto s toplega področja v hladno področje prostora in pretvarja del te toplote v mehansko delo. Sprememba lahko poteka tudi v obratni smeri. Na sistem lahko deluje zunanja sila in proces prenaša toploto iz hladnega sistema v toplejšega, ter deluje kot hladilni stroj (toplotna črpalka).
Krožna sprememba je sestavljena iz štirih sprememb: dveh izotermnih in dveh izentropnih (reverzibilnih adiabatnih sprememb). Toplota se dovaja in odvaja ob izotermah pri {\displaystyle T_{1}} in {\displaystyle T_{2}}:
{\displaystyle Q_{12}=T_{1}(S_{2}-S_{1})\!\,,}
{\displaystyle Q_{34}=T_{2}(S_{4}-S_{3})=-T_{2}(S_{3}-S_{4})=T_{2}(S_{2}-S_{1})\!\,.}
Pri tem sta entropiji izentrop konstantni {\displaystyle S_{3}=S_{2}} in {\displaystyle S_{4}=S_{1}}. Drugi zakon termodinamike da za reverzibilno spremembo Clausius-Carnotovo enačbo:
{\displaystyle {\frac {Q_{34}}{T_{2}}}+{\frac {Q_{12}}{T_{1}}}=0\!\,.}
Delo pri krožni spremembi:
{\displaystyle W_{kr}=\oint pdV=\oint (Q-dU)=\oint (TdS-dU)\!\,}
ustreza v diagramih p-V ali T-S ploščini sklenjene krivulje, s katero opišemo krožno spremembo. Delo Carnotove krožne spremembe je:
{\displaystyle W_{kr,c}=Q_{12}-|Q_{34}|=T_{1}(S_{2}-S_{1})-T_{2}(S_{2}-S_{1})=(T_{1}-T_{2})(S_{2}-S_{1})\!\,.}
Toplotni izkoristek Carnotove krožne spremembe (Carnotov izkoristek) je:
{\displaystyle \eta _{th,c}={\frac {W_{kr}}{Q_{do}}}={\frac {W_{kr}}{Q_{12}}}={\frac {(T_{1}-T_{2})(S_{2}-S_{1})}{T_{1}(S_{2}-S_{1})}}={\frac {T_{1}-T_{2}}{T_{1}}}=1-{\frac {T_{2}}{T_{1}}}\!\,.}
Toplotni izkoristek je po Carnotovem izreku odvisen le od temperaturnih mej ({\displaystyle T_{1}>T_{2}}), med katerima poteka krožna sprememba, in ni odvisen na primer od delovnega sredstva (npr. od njegove specifične toplote). Čim večja je razlika temperatur, večji je toplotni izkoristek. Carnotova krožna sprememba služi kot idealna primerjalna krožna sprememba za oceno toplotnih in hladilnih strojev, ker po 2. zakonu termodinamike med danima temperaturama {\displaystyle T_{1}} in {\displaystyle T_{2}} ne obstaja boljša krožna sprememba. Ostaja teoretična primerjalna krožna sprememba, ker še ni uspelo izdelati toplotnega stroja, ki bi v celoti deloval po njej. Čisto teoretična primera, da bi bil {\displaystyle \eta _{th,c}=1}, sta pri {\displaystyle T_{2}=0} in {\displaystyle T_{1}=\infty }, kar je nedosegljivo. Temperatura odvede toplote je omejena s temperaturo okolice, ki nikoli ne more pasti na 0 K. Prav tako temperatura dovedene toplote ni nikoli neskončna. Da je toplotni izkoristek vedno manjši od 1, se sklada s Kelvinovo opredelitvijo 2. zakona termodinamike.
Pri levi krožni spremembi se telesu odvaja toplota {\displaystyle Q_{34}} pri temperaturi {\displaystyle T_{2}}, delo jo pretvarja in oddaja na višji temperaturi {\displaystyle T_{1}}. Če {\displaystyle T_{2}} leži pod temperaturo okolice, {\displaystyle T_{1}} pa blizu nje, deluje stroj kot hladilni stroj. Hladilno število je:
{\displaystyle \varepsilon _{H}={\frac {Q_{do}}{|W_{kr}|}}={\frac {Q_{23}}{|W_{kr}|}}={\frac {T_{2}}{T_{1}-T_{2}}}\!\,.}
Če {\displaystyle T_{2}} leži v bližini, in je {\displaystyle T_{1}} nad temperaturo okolice, deluje stroj kot toplotna črpalka in gre za gretje po povratni poti, grelno število pa je:
{\displaystyle \varepsilon _{G}={\frac {Q_{od}}{|W_{kr}|}}={\frac {1}{\eta _{th,c}}}\!\,.}
Velja tudi: 
{\displaystyle \varepsilon _{G}={\frac {T_{1}}{T_{2}}}\varepsilon _{H}\!\,,}
{\displaystyle \varepsilon _{G}=\varepsilon _{H}-1\!\,.}
Čim večji sta števili, učinkovitejša je krožna sprememba. Tipična vrednost učinkovitih levih krožnih sprememb je 4. Hladilni stroji imajo hladilno število med 3 in 12, toplotne črpalke pa grelno število med 5 in 15.